# Unteres Schloss Töging

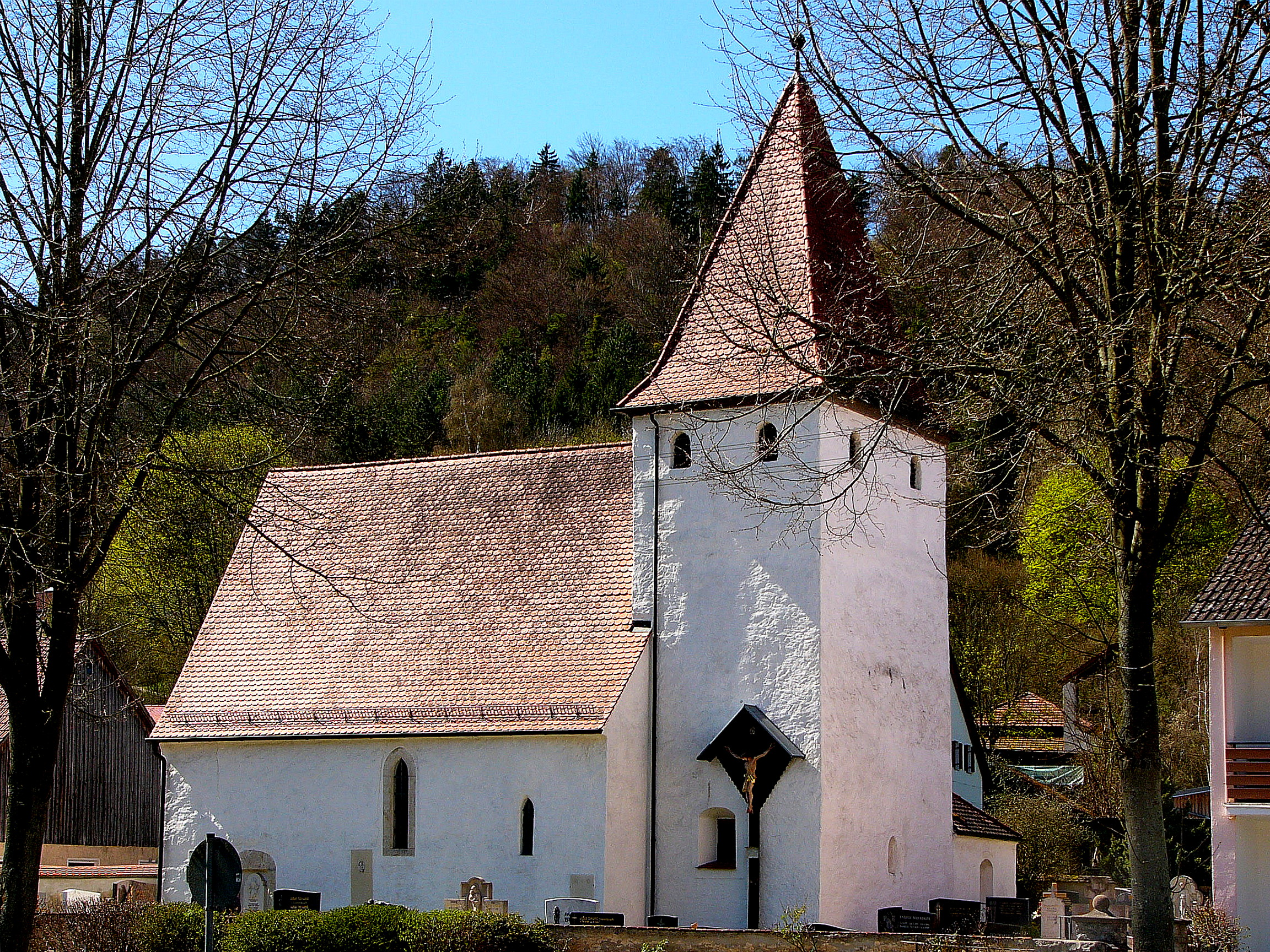
Friedhofskapelle und frühere Schlosskapelle St. Peter in Töging (2015)

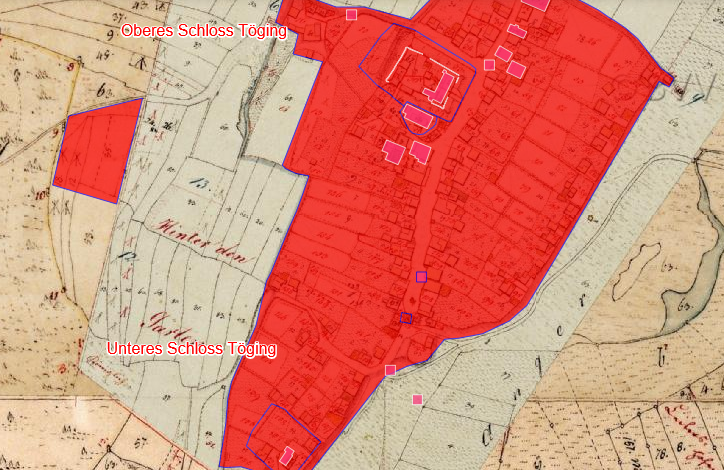
Lageplan des Oberen und Unteren Schlosses Töging auf dem Urkataster von Bayern

Das abgegangene Untere Schloss Töging befand sich in Töging, heute einem Gemeindeteil der Oberpfälzer Stadt Dietfurt an der Altmühl im Landkreis Neumarkt in der Oberpfalz. Der Sitz befand sich in unmittelbarer Nähe der Friedhofskirche St. Peter; er wird als Wasserschloss bezeichnet. Die Anlage wird als Bodendenkmal unter der Aktennummer D-3-6935-0111 im Bayernatlas als „archäologische Befunde und Funde im Bereich der Kath. Friedhofkirche St. Peter in Töging, darunter die Spuren von Vorgängerbauten bzw. älteren Bauphasen der Kirche und ein abgegangener mittelalterlicher Adelssitz“ geführt.

## Beschreibung
Das Schloss stand unmittelbar bei dem Friedhof von Töging. Von dem Söller der Burg der Angelberger führte ein Übergang in die Kirche St. Peter. Eine Erinnerung an den umgebenden Schlossgraben war in dem bis 1927 gängigen Flurnamen „Angelgraben“ noch erhalten; nach der Regulierung der Altmühl kam der Name ab. Eine Quelle, die am Töginger Arzberg ihren Ursprung hatte, füllte den Schlossgraben mit Wasser. Die früher außerhalb des Ortes gelegene St.-Peter-Kirche in Töging wurde vermutlich 1058 von Eichstätter Bischof Gundekar II. geweiht. Auf das Alter der Kirche verweist der romanische Turm der Kirche; ein romanisches Kapellenfenster konnte 1986 freigelegt werden. Diese Kirche war zugleich die Schlosskapelle.

## Geschichte
In Töging bestanden zwei Adelssitze, das sogenannte „Untere Schloss“ bzw. die Burg ist vermutlich von den Herren Angelberg errichtet worden. Ein Mitglied der Angelberger soll an dem Zweiten Kreuzzug (1147–1149) teilgenommen haben. 1380 erscheint Gebhard Angelberger zu Töging als Urkundenzeuge. Von den Angelbergern kam der Sitz durch Kauf oder Einheirat an die Bechthaler. Um 1415 kauft Mathes Schenk den Burgstall des Hermann Bechthaler. Damit waren die beiden Adelssitze in den Händen der Familie der Schenken zu Töging vereinigt.